# Johann Mirbeth

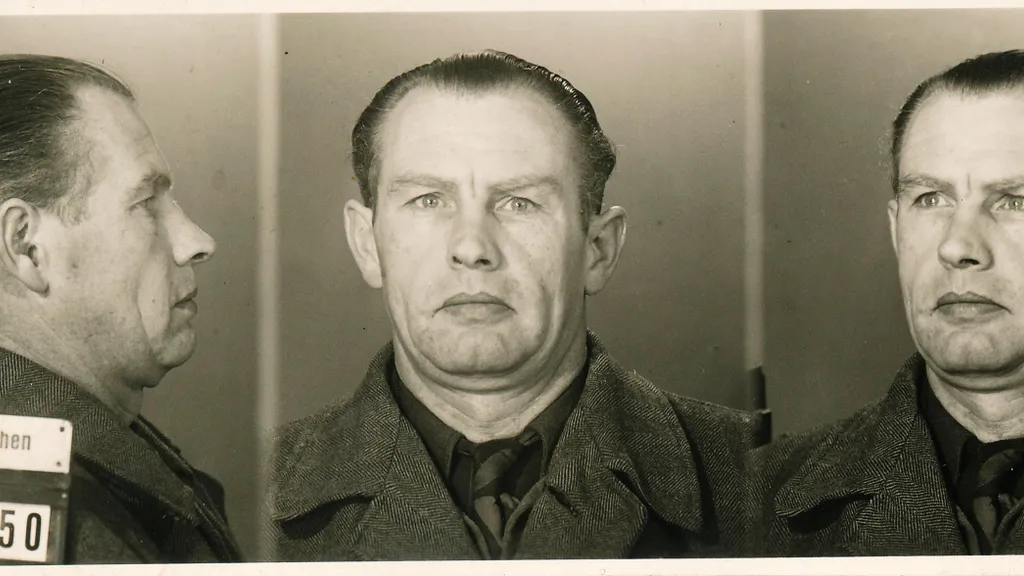
Johann Mirbeth 1950 in München

Johann Mirbeth, genannt Hans Mirbeth (* 18. März 1905 in München; † 8. November 1975 ebenda) war ein deutscher SS-Oberscharführer, der Lagerführer von Außenlagern im KZ Auschwitz sowie KZ Mittelbau-Dora war und Todesmärsche von KZ-Häftlingen begleitete.

## Leben

### Herkunft und Ausbildung
Mirbeth war der Sohn eines Werkmeisters. Nach dem Ende seiner Schulzeit machte er eine Ausbildung zum Tischler, musste diesen Beruf aber aufgrund einer Fußerkrankung aufgeben. Nachdem er zum 1. September 1931 der NSDAP (Mitgliedsnummer 621.343) und im selben Jahr der SS beigetreten war (SS-Nummer 15.585), arbeitete er bei der Reichszeugmeisterei der NSDAP in seiner Heimatstadt. Nach Beginn des Zweiten Weltkrieges folgten seine Einziehung zur Waffen-SS und eine militärische Ausbildung in Dachau. Aufgrund seiner Fußerkrankung wurde er frontuntauglich eingestuft entlassen.

### Angehöriger der Lager-SS im KZ Auschwitz und im KZ Mittelbau-Dora
Im Januar 1941 wurde er in das KZ Auschwitz versetzt, wo er zunächst der Wachkompanie zugeteilt und anschließend als Kommandoführer eingesetzt war. Des Weiteren verrichtete er Dienst an der Rampe, als die ankommenden Transporte noch auf dem zwischen dem Stammlager des KZ Auschwitz und dem KZ Auschwitz-Birkenau gelegenen Bahngleis ankamen. Am 20. August 1942 wurde er in einem Kommandanturbefehl belobigt, weil er zwei geflohene französische Häftlinge beim Bahnhof Prokocim entdeckt und festgenommen hatte.

### Lagerführer im Außenlager Golleschau
Ab Anfang April 1943 war er Lagerführer im Außenlager Golleschau des KZ Auschwitz. Dort mussten die Häftlinge in einem Steinbruch und einer Zementfabrik Zwangsarbeit unter schwersten Bedingungen verrichten. Mirbeth gab nach Kriegsende in einer Aussage an, dass er in Golleschau mehrmals eigenhändig die Prügelstrafe von 25 Stockschlägen an Häftlingen wegen Kartoffeldiebstahls usw. vollzogen hätte. Laut dem Auschwitzüberlebenden Franz Unikower war Mirbeth ein „brutaler Schläger, der immer wieder Häftlinge misshandelte.“ Mehrfach selektierte Mirbeth arbeitsunfähige Häftlinge aus, die in das Vernichtungslager Auschwitz-Birkenau überstellt wurden. Mirbeth äußerte sich nach Kriegsende über die Erhängung eines ungarischen Juden im Herbst 1944: „Bei der Erhängung habe ich selbst den Hocker weggezogen“.

### Lagerführer im Außenlager Althammer
Zum 1. Oktober 1944 übernahm Mirbeth die Lagerführung des Außenlagers Althammer des KZ Auschwitz, wo Häftlinge ein Wärmekraftwerk errichten mussten. Am 4. Oktober 1944 wurde er mit dem Kriegsverdienstkreuz II. Klasse mit Schwertern ausgezeichnet. Unter Mirbeth verschlechterten sich die Lebensbedingungen der Häftlinge, da er lange Häftlingsappelle abhalten ließ und für kleinste Vergehen schwere Strafen anordnete. Mirbeth erschoss dort auch zwei Häftlinge.
Nach der Räumung des KZ Auschwitz aufgrund des Anrückens der Roten Armee im Januar 1945 wurde der Großteil der Häftlinge des KZ Althammer auf einem Todesmarsch nach Gleiwitz verbracht und von dort größtenteils in das KZ Mittelbau transportiert.

### Lagerführer im Außenlager Blankenburg-Oesig
Mirbeth übernahm danach die Lagerführung im Außenlager Blankenburg-Oesig des KZ Mittelbau. Vor der Befreiung des KZ Mittelbau durch die US-Armee führte Mirbeth am 6. April 1945 einen Todesmarsch von KZ-Häftlingen nach Magdeburg. Dort schloss er sich dem von Max Schmidt geleiteten Todesmarsch von Häftlingen aus dem KZ Fürstengrube mit der von ihm geleiteten Häftlingskolonne an. Die Häftlinge wurden mit einem Elbkahn nach Lübeck verbracht und wurden von dort in die Nähe von Ahrensbök getrieben, wo sie Mitte April 1945 ankamen. Während und nach dem Todesmarsch kamen viele Häftlinge um oder wurden erschossen. Die Überlebenden von Mirbeths geleiteter Häftlingskolonne kam in einer Scheune auf dem Gut Glasau bei Sarau unter.
Ende April 1945 brachte Mirbeth wenige Häftlinge aus westlichen Staaten nach Lübeck, wo sie durch das Schwedische Rote Kreuz nach Schweden ausgeschifft wurden. Ein Teil der Häftlinge wurde auf das Schiff Cap Arcona verbracht, das am 3. Mai 1945 irrtümlich nach Angriffen der Royal Air Force versenkt wurde.

### Kriegsende, Nachkriegszeit und Verurteilung
Mirbeth setzte sich anschließend als Zivilist getarnt aus Sarau ab und ging nach Hamburg. Ab dem 8. Mai 1945 arbeitete er auf den Ländereien von Otto von Bismarck und Gottfried von Bismarck-Schönhausen, zwei Enkel des Reichsgründers, als Gärtner in Friedrichsruh. Im Herbst 1945 setzte er sich in das Ruhrgebiet ab, wo er als Bergarbeiter eine Anstellung fand. Infolge eines Wadenbeinbruchs wurde er entlassen und kehrte nach München zurück, wo er seinen Lebensunterhalt wieder als Tischler bestritt.
Durch das Schwurgericht am Landgericht Bremen wurde Mirbeth am 27. November 1953 wegen Tötungsverbrechen im Außenlager Golleschau zu einer sechsjährigen Haftstrafe verurteilt. Am 21. Dezember 1956 wurde er vorzeitig aus der Haft entlassen. Mirbeth erhielt eine Invalidenrente und besserte sein Einkommen mit Hilfstätigkeiten in dem Büro eines Münchner Rechtsanwaltes auf. Ein gegen ihn wegen Verbrechen im Außenlager Althammer eingeleitetes Ermittlungsverfahren wurde 1973 wegen Verhandlungsunfähigkeit eingestellt. Seine Verbrechen in Blankenburg und während der Todesmärsche wurden nicht strafrechtlich verfolgt.